# Estadi Deportivo Cali
L'Estadi Deportivo Cali, també conegut com a Estadio Monumental de Palmaseca o Coloso de Rozo, és un estadi de futbol a la zona rural de la ciutat colombiana de Palmira, on juga els seus partits com a local l'equip Deportivo Cali. És l'únic estadi que el seu propietari és un club de futbol; tota la resta de clubs colombians juguen en estadis municipals.
El Deportivo Cali va jugar diversos partits amistosos a l'estadi abans de la seva inauguració oficial. El primer partit va tenir lloc el 27 de setembre de 2003. L'equip de joves del Deportivo Cali va jugar un quadrangular contra l'escola Bolívar, Jefferson i el Colombí-Britànic. El xut d'honor el va fer l'exjugador Carlos «El Pibe» Valderrama, jugador icònic del futbol colombià i del Deportivo Cali. El 25 de gener es va estrenar la gespa en un partit de pretemporada contra el Quindío. Aquest dia es van jugar dos partits, el primer entre les suplències dels dos equips, que van finalitzar amb el marcador de 2-2, i l'altre amb 1-2.
Deportivo Cali va estrenar el seu estadi el dimecres 29 d'octubre, amb una victoria 1-0 contra el llavors campió de la Copa Libertadores 2008, Liga Deportiva Universitaria de Quito; el gol el va marcar Harold Herrera. En aquest estadi es va jugar el 19 de novembre de 2008 un partit amistós entre les seleccions de futbol de Colòmbia i Nigèria; el resultat va ser 1-0 a favor dels colombians i el gol el va fer Radamel Falcao García.
Va ser inaugurat oficialment el 21 de febrer de 2010 amb un partit contra Deportes Quindío, el resultat del partit va ser 2-0, victòria de l'equip vallecaucà. El jugador que va marcar l'històric primer gol d'aquest estadi en un partit oficial va ser Jhon Charria.